# كنوت ليو إبراهمسين
كنوت ليو إبراهمسين (بالنرويجية البوكمول: Knut Leo Abrahamsen)‏ هو متزحلق نوردي مزدوج نرويجي، ولد في 2 سبتمبر 1962 في ألتا في النرويج.

## وصلات خارجية
- كنوت ليو إبراهمسين على موقع الاتحاد الدولي للتزلج (التزلج النوردي المزدوج) (الإنجليزية)
- كنوت ليو إبراهمسين على موقع أوليمبيديا (الإنجليزية)